# آرسنیو اریکو
آرسنیو اریکو (اسپانیایی: Arsenio Erico‎؛ زاده ۳۰ مارس ۱۹۱۵ درگذشته ۲۳ ژوئیهٔ ۱۹۷۷) یک بازیکن فوتبال اهل پاراگوئه بود.